# Promecispa voeltzkowi
Promecispa voeltzkowi is een keversoort uit de familie bladkevers (Chrysomelidae). De wetenschappelijke naam van de soort werd in 1909 gepubliceerd door Wesie.